# Charneyho zpráva
Charneyho zpráva (Charney report nebo také v anglickém originálu Carbon Dioxide and Climate: A Scientific Assessment) je americká studie z roku 1979 publikována pod záštitou Národní akademie věd Spojených států amerických. Studie nyní neformálně nese jméno po předsedovi tzv. Ad hoc study Group (neboli ad hoc studijní skupina vědců), kterým byl Jule Gregory Charney z Massachusettského technologického institutu (anglicky Massachusetts Institute of Technology, zkratka někdy také MIT). Studie se zaměřuje na predikci globálního oteplování planety v důsledku zdvojnásobení výskytu oxidu uhličitého (CO2) v atmosféře.
V roce 1979, tak byla sestavena skupina vědců a pod záštitou Národní Akademie Věd, Národní Akademie Inženýrství a Institutu Medicíny, vznikla tato studie, později známá jako Charneyho zpráva. 
Pro výzkum byly sestaveny dvě skupiny (komise) vědců z různých univerzit či jejích výzkumných institutů, první se nazývala Climate Research Board (česky Komise pro výzkum klimatu), jejímž předsedou byl Verner Edward Suomi z Wisconsinské univerzity v Madisonu. Druhou skupinou vědců tzv. ad hoc vědecká skupina klimatu a oxidu uhličitého, jejímž předsedou byl práce Jule Gregory Charney, jehož jméno je nyní spojeno s výsledky této studie.

## Výstupy
Výstupem práce vědců je report o 22 stranách a rozčleněn do 4 sekcí:
- Shrnutí a závěry
- Oxid uhličitý v atmosféře
- Fyzikální procesy důležité pro klima a klimatické modelování, mezi které byly zařazeny radiační záření, efekt mraků a oceánů
- Zvolené modely a jejich aplikace, kde se nejvíce zaměřili na trojrozměrné obecné cirkulační modely[1]

Hlavním výstupem studie je tzv. citlivost klimatu (anglicky climate sensitivity), která udává kolik stupňů Celsia se zvýší průměrná globální teplota, pokud dojde ke zdvojnásobení oxidu uhličitého v atmosféře.
Vědci došli k závěru, že ... "pokud dojde k zdvojnásobení koncentrace CO2 v atmosféře a dosažení termodynamické rovnováhy, dojde k oteplení o 2°C až 3,5°C a můžeme počítat s vyššími nárůsty teplot v severních zeměpisných šířkách". 
Další pozdější studie tyto výsledky potvrzují pomocí modernější a přesnějších modelů. Jedním z nich je Čtvrtá hodnotící zpráva IPCC s názvem "Klimatická změna" (anglicky Climate Change) z roku 2007, která potvrzuje, že equilibrium klimatické citlivosti se pohybuje v rozmezí mezi 2°C a 4,5°C, s nejvíce pravděpodobným předpokladem na 3°C.